# عمر کونه (جودوکار)
عمر کونه (انگلیسی: Oumar Koné؛ زادهٔ ۱۱ فوریهٔ ۱۹۸۵) جودوکار اهل مالی بود. وی در بازی‌های المپیک تابستانی ۲۰۱۲ شرکت کرده‌است.